# Punt (kraina)
Punt – starożytna kraina leżąca prawdopodobnie na terenie Etiopii i Erytrei. Dobra przywożone z tej krainy do starożytnego Egiptu w znacznej mierze były przeznaczone dla kapłanów i świątyń, w związku z tym kraina ta zyskała w ówczesnym Egipcie miano „Ziemi Boga”.

## Domniemane lokalizacje krainy
Kluczem do ustalenia położenia Puntu może być poprawne rozszyfrowanie egipskiego terminu Uadż-uer, oznaczającego „Wielką zieleń”, terminu występującego już przed czasami Starego Państwa, pod którym rozumiano bądź to: rozlewiska i dorzecze Nilu na południowy wschód od V katarakty, bądź sam Nil w okresie wylewu, ale również Morze Czerwone. Żadna starożytna egipska inskrypcja hieroglificzna dokładnie nie mówi, gdzie znajdował się Punt. Wielu zwolenników zyskała hipoteza, że Punt leżał na wybrzeżu Erytrei i okolicach Cieśniny Bab al-Mandab (Kwiatkowski) lub też między wschodnim Sudanem a Erytreą, w rejonie pomiędzy Atbarą (sudańskim dopływem Nilu), deltą Gasz – rzeki, której wody nikną w pustynnych rejonach kraju Irem, a Morzem Czerwonym, w której centrum znajdują się góry Kassala. Niektórzy jednak sądzą, że leżał dalej na południe – na wybrzeżu somalijskim lub nawet jeszcze dalej, na terenie dzisiejszego Mozambiku. Za tą ostatnią lokalizacją przemawia fakt, że z Puntu przywożono także antymon, minerał używany do produkcji kosmetyków i hartowania miedzi, który w tamtych czasach mógł być wydobywany jedynie tam. Wątpliwość tę jednak wyjaśniły wykopaliska Rodolfo Fattovicha, w wyniku których odkryto w rejonie pomiędzy Atbarą a deltą Gasz wiele przedmiotów pochodzących z różnych, bardzo odległych rejonów Afryki, co pozwala przypuszczać, że w rejonie tym istniało kiedyś centrum handlu – pośrednictwa i wymiany towarowej. Punt najprawdopodobniej mógł leżeć w pobliżu dzisiejszego przylądka Guardafui na wybrzeżu Somalii, ale dokładnej lokalizacji tej afrykańskiej krainy nie określono. 
Ostatnie badania składu izotopowego tlenu z włosów mumii pawianów, przywiezionych prawdopodobnie przez egipskie wyprawy z Puntu, wskazują na Erytreę lub wschodnią Etiopię jako lokalizację krainy.

## Trasa wypraw
Z okresu Średniego Państwa pochodzą relacje, dające cenne wskazówki co do przebytej trasy przez wyprawy zmierzające do krainy Punt. Wyprawy te wyruszały z okolic Teb, docierały do Wadi Hammamat, następnie wsiadały na statki w porcie Mersa Gauasis i kierowały się prawdopodobnie w okolice współczesnego Port Sudan, skąd udawały się w głąb lądu, na tereny na południe od V katarakty (Grimal).

## Chronologia kontaktów
Starożytni Egipcjanie prowadzili ożywioną wymianę handlową z krainą Punt, stosunki te potwierdzone są dla całego okresu panowania V i VI dynastii. Ich kulminacja miała jednak miejsce za czasów Średniego Państwa. Kontakty te były kontynuowane w okresie Nowego Państwa, zwłaszcza przez Ramzesa III, z okresu panowania którego pochodzi ostatnia inskrypcja mówiąca o wyprawie do Puntu. Później najprawdopodobniej kontakty te stopniowo zanikły i pod koniec epoki faraonów należały już do mitów.

## Znaczenie wymiany handlowej z Puntem dla Egiptu
Wymiana ta była na tyle ważna dla państwa faraonów, że często wyprawy do Puntu były tematem reliefów w świątyniach i grobowcach (np. w świątyniach grobowych Dżedkare i Hatszepsut). Było to też duże przedsięwzięcie logistyczne, w wyprawach uczestniczyła duża liczba ludzi, np. wyprawa Henenu z czasów Mentuhotepa III miała 3000 uczestników.
Z Puntu do Egiptu przywożono duże ilości drogocennych towarów, takich jak mirra, kadzidło, elektrum, złoto, kość słoniową, heban, żywicę, gumę, skóry lampartów, żyraf, a także żywe zwierzęta, jak czczone przez Egipcjan pawiany, a więc w sumie produkty typowe dla Afryki na południe od Egiptu. Niekiedy wyprawy przywoziły także ludzi, jak słynnego tancerza – karła z czasów Dżedkare, wspominanego jeszcze w okresie panowania Pepiego II.